# Ex oriente lux
Ex oriente lux ist ein lateinisches Schlagwort, das übersetzt Aus dem Osten (kommt) das Licht bedeutet.
Ursprünglich bezog sich dieser Spruch wahrscheinlich nur auf den Sonnenaufgang („Im Osten geht die Sonne auf“), wurde dann aber wohl übertragen auf das Christentum, das von Europa aus gesehen aus dem Osten, dem Orient kam, und in dem Sinne verwendet, dass von dort die Erleuchtung (die Weisheit Gottes, Christus bzw. seine frohe Botschaft) gekommen sei.
In der Klassik und Romantik wurde dieser Spruch wieder umgedeutet und gab die fragliche Auffassung wieder, dass die menschliche Kultur (die Erkenntnis, das Wissen, die Wissenschaft) aus dem Orient oder gar dem Fernen Osten komme.
Zu Beginn des 20. Jahrhunderts wurde das Schlagwort im Sinne der Kulturbringerschaft vor allem in Kreisen der Rassenideologen und so genannten völkischen Bewegung mit dem umgemünzten Schlagwort ex septentrione lux – aus dem Norden (kommt) das Licht – heftig bekämpft.
In der russischen Kulturgeschichte spielte der Slogan im Zusammenhang mit der Frage, ob Russland zu Europa oder zu Asien gehöre, eine Rolle. Wladimir Solowjows Gedicht „Ex oriente lux“ von 1890 inspirierte unter anderem die Eurasismus-Bewegung um Fürst Nikolai Sergejewitsch Trubetzkoy.
Die CDU der DDR bezog ideologisch mit der angelehnten Wendung „Ex oriente pax“ („aus dem Osten kommt der Frieden“) im Kalten Krieg Stellung.
Eine humorvolle Ergänzung bekam die Formulierung „Ex oriente lux“ mit der Erwiderung „Ex occidente luxus“ („aus dem Westen kommt der Luxus“) des polnischen Schriftstellers und Aphoristikers Stanisław Jerzy Lec.